# Пупавка собачья
Пупавка собачья, или Пупавка вонючая, или собачья ромашка (лат. Anthemis cotula) — вид однолетних травянистых растений семейства Астровые, или Сложноцветные (Asteraceae), обладающих характерным сильно неприятным запахом.

## Название
Видовой эпитет латинского названия произошёл от греческого слова, обозначающего «маленькая чаша», что связано с описанием формы цветков, был введён Карлом Линнеем во втором томе работы Species Plantarum в 1753 году.

## Ботаническое описание

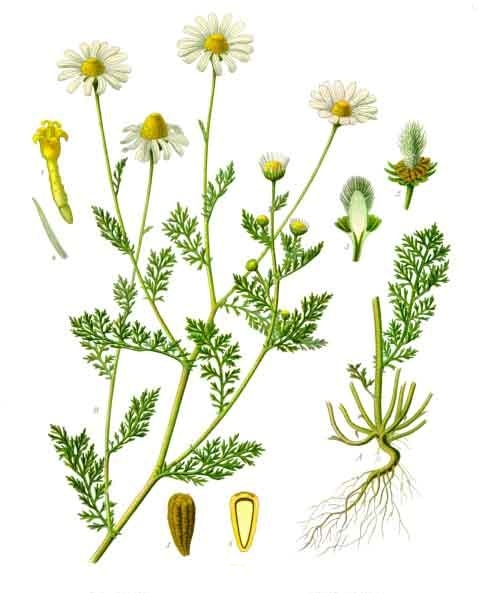

Однолетнее травянистое растение, ветвящееся у основания, достигает высоты 15—30 см, с прямостоячими или приподнимающимися стеблями и тонким стержневым корнем. Стебли обычно голые, реже покрыты нечастыми волосками. 
Листья без черешков в очертании яйцевидно-продолговатой формы, дважды перисторассечённые на узко-продолговатые (около 1 мм шириной) и коротко заострённые дольки. Край листьев цельный или двух-трёх зубчатый.
Одиночные корзинки посажены на тонкие, без утолщений цветоножки. Цветоложе выпуклое с прицветниками по всей поверхности. Срединные цветки жёлтого цвета, трубчатые и обоеполые.
Цветение длится с июня по август. Плоды начинают созревать с конца июля.

## Распространение и экология
Вид происходит из Средиземноморского региона Европы и Северной Африки. Распространено в Восточной Европе, на Кавказе, успешно натурализовалось в Северной Америке, Южной Африке, в Австралии и Новой Зеландии. В России встречается повсеместно до Сибири.
Обычные местообитания располагаются на пустырях, рядом с дорогами, у заборов и жилья, может проникать на поля и образовывать почти чистые заросли. Встречается на песчаных отмелях рек. Из-за способности проникать в посевы вид считается сорняком.

## Значение и применение
Имеются сведения о медицинском применении растения.
Заготавливают наземные части растения в период цветения. В народной медицине используют настой травы и отвары из высушенного сырья.
Растение считается ядовитым для лошадей, собак и кошек.

## Классификация

### Таксономия[2]
Anthemis arvensis L., 1753, Sp. Pl. : 894
Вид Пупавка собачья относится к роду Пупавка семейства Астровые (Asteraceae) порядка Астроцветные (Asterales). Кладограмма в соответствии с Системой APG IV:
|  |                                      |  |                                   |                                   |                    |  | ещё 10 семейств | ещё 10 семейств |                 |  |                       |  | еще 178 подтвержденных и 153 в статусе "непроверенных" видов и инфравидовых таксонов | еще 178 подтвержденных и 153 в статусе "непроверенных" видов и инфравидовых таксонов |  |
|  |                                      |  |                                   |                                   |                    |  | ещё 10 семейств | ещё 10 семейств |                 |  |                       |  | еще 178 подтвержденных и 153 в статусе "непроверенных" видов и инфравидовых таксонов | еще 178 подтвержденных и 153 в статусе "непроверенных" видов и инфравидовых таксонов |  |
|  |                                      |  |                                   | порядок Астроцветные              |                    |  |                 |                 | род Пупавка     |  |                       |  |                                                                                      |                                                                                      |  |
|  |                                      |  |                                   | порядок Астроцветные              |                    |  |                 |                 | род Пупавка     |  | 1 инфравидовой таксон |  |                                                                                      |                                                                                      |  |
|  | отдел Цветковые, или Покрытосеменные |  |                                   |                                   | семейство Астровые |  |                 |                 | Пупавка собачья |  |                       |  |                                                                                      |                                                                                      |  |
|  | отдел Цветковые, или Покрытосеменные |  |                                   |                                   |                    |  |                 |                 |                 |  |                       |  |                                                                                      |                                                                                      |  |
|  |                                      |  | ещё 63 порядка цветковых растений | ещё 63 порядка цветковых растений |                    |  |                 | ещё 1804 рода   | ещё 1804 рода   |  |                       |  |                                                                                      |                                                                                      |  |
|  |                                      |  |                                   | ещё 63 порядка цветковых растений |                    |  |                 |                 | ещё 1804 рода   |  |                       |  |                                                                                      |                                                                                      |  |

### Инфравидовые таксоны
- Anthemis cotula var. vectensis (F.N.Williams) P.D.Sell

### Синонимы
- Anthemis cotula subsp. cotula
- Anthemis cotula subsp. psorosperma (Ten.) Arcang.
- Anthemis cotula var. cotula
- Anthemis foetida Lam.
- Anthemis foetida var. foetida
- Anthemis psorosperma Ten.
- Anthemis ramosa Link ex Spreng.
- Chamaemelum cotula All.
- Maruta cotula DC.
- Maruta cotula var. cotula
- Maruta foetida Cass.
- Maruta vulgaris Bluff & Fingerh.
- Matricaria cotula Baill.